# Occupazione militare dell'Amazzonia
L'occupazione militare dell’Amazzonia ebbe luogo dal 1964 al 1985, nell’ambito della dittatura militare brasiliana.

## Storia
I semi per la dittatura militare in Amazzonia furono piantati ben prima del colpo di Stato. Nel 1948 fu creata la divisione socio-geografica Amazzonia Legale, che comprendeva i comuni di Amazonas, Pará, Goiás, Acre, Maranhão, Rondônia, Roraima e Amapá e puntava a includere il territorio amazzonico nell’economia centrale brasiliana. Erano i primi anni della Guerra fredda e gli Stati Uniti temevano la minaccia comunista, rappresentata in Brasile dal presidente João Belchior Marques Goulart, per la sua vicinanza alla classe operaia, ai sindacati e alla Cina di Mao Tse Tung. La sua elezione provocò ostilità nelle forze militari e nei latifondisti, ma anche nel governo statunitense, che, in risposta, decise di ordinare il posizionamento di navi e arei militari lungo la costa brasiliana. 
Tra il 31 marzo ed il primo aprile del 1964 avvenne il colpo di Stato, fomentato da Magalhães Pinto, Ademar de Barros e Carlos Lacerda, appoggiati dall’ambasciata statunitense a Brasilia. Nel 1966 fu fondata (in sostituzione della SPVEA) la SUDAM (Soprintendenza di Sviluppo in Amazzonia), basata sul motto “integrare non arrendersi”, i cui principali obiettivi nell’Amazzonia erano la ricerca del potenziale economico, il progresso, la formazione di popolazioni stabili ai confini, la politica di immigrazione, l’espansione agricola e l’organizzazione delle risorsi naturali. Infatti, la pianificazione strategica sviluppata dalla dittatura militare fu incentrata apparentemente sull’unione dei concetti di sicurezza nazionale e di sviluppo, ma in realtà fu fondata su influenza statunitense per contenere il comunismo rappresentato dall’Unione Sovietica e la Cina e per integrare l’Amazzonia al suo modello capitalista. 
La dittatura militare in Amazzonia si sviluppò in seguito con una serie di decisioni, come il lancio della SUFRAMA (Soprintendenza della Zona Franca di Manaus) nel 1967; l’INCRA (Istituto Nazionale di Colonizzazione e Riforma Agraria) e il PIN (Piano Nazionale di Integrazione), nel 1970, con lo scopo di colonizzare e occupare la regione dell’Amazzonia. Il governo brasiliano prese di mira le popolazioni indigene e fluviali della regione amazzonica: in primo luogo quando, nel 1967 il sistema di protezione delle popolazioni indigene si mutò nella FUNAI, basata sull’ideologia di integrare, prendere in custodia e proteggere gli indigeni, considerati incapaci di adattarsi ai modelli di civiltà occidentale autonomamente e quindi costretti con la forza o uccisi: fu un vero e proprio genocidio con forme di crudeltà e tortura attraverso l’uso di arsenico, il bombardamento dei villaggi e l’inoculazione di virus, che portò alla morte di oltre 8000 indigeni. 
Anche il territorio naturale dell’Amazzonia fu un bersaglio militare. Negli anni ’70, iniziò a operare a Manaus la ‘Zona Franca’, un’area destinata a favorire l’insediamento di stabilimenti di assemblaggio di veicoli ed elettronica. Ulteriore causa di distruzione fu il progetto della costruzione della Strada Trans-Amazzonica, un’autostrada destinata a collegare il nord-est del Brasile con la frontiera peruviana. Se pur non conclusa, la strada fu aperta nel 1972, insieme a nuove residenze e terreni per l’agricoltura e l’allevamento. Le conseguenze furono disastrose: dall’impatto ambientale causato dal disboscamento, la realizzazione di progetti agricoli e industriali e l’estrazione dei minerali, a quello umano sulle popolazioni invase, colpite e private dei loro diritti. 

## Obiettivi e propaganda dei militari
L’obiettivo dei militari in Amazzonia era rendere la foresta uno spazio industriale, appetibile per investimenti esteri. Il progetto di industrializzazione dell’Amazonia, di stampo capitalista, si rifaceva al modello economico statunitense, paese con cui il Brasile era allineato nel contesto della Guerra Fredda. 
Per sostenere il loro piano, i militari dipinsero lo spazio amazzonico sia come un deserto disabitato, ignorando di proposito le popolazioni indigene, etichettate come usurpatrici nella concezione di sovranità nazionale del regime -, che come un mostro verde da sconfiggere in nome del progresso. Per tale ragione, cominciarono ad apparire sulle riviste legate al regime (Sudam em revista e Realidade) altisonanti paginoni capeggiati da slogan a favore della deforestazione dell’Amazzonia.
Il simbolo dell’intera occupazione militare in Amazzonia è la strada transamazzonica strada transamazzonica, progetto mai portato a termine. Lungo tutto il regime militare, la costruzione della superstrada si caricò di diversi significati: oltre a rappresentare la vittoria del progresso sul mondo selvaggio, metaforicamente indicava il cammino per lo sviluppo economico del Brasile, possibile anche grazie a investimenti esteri. Per tale motivo, sul numero di ottobre 1971 della rivista Realidade, apparve il titolo “Esta estrada vai passar por uma agência do Banco de Londres” (“Questa strada passerà per una banca di Londra”). Nell’ottica propagandistica dei militari, l’accostamento tra progresso e investimenti esteri era la chiave per giustificare agli occhi della popolazione l’occupazione e il genocidio delle popolazioni indigene amazzoniche. 
Oltre alla propaganda legata al progresso e agli investimenti esteri, si incentivò anche la migrazione sia di lavoratori provenienti dalle zone della Regione Nordest del Brasile brasiliano, colpite duramente dalla siccità, che dei fazendeiros del sud, ai quali erano promessi benefici fiscali e nuovi territori su cui far prosperare la propria attività. Il desiderato arrivo in massa di lavoratori e investitori avrebbe inoltre avuto come effetto quello di indebolire le popolazioni indigene amazzoniche.  Il più emblematico slogan legato a questo tipo di propaganda è senza ombra di dubbio: “Chega de lendas, vamos faturar” (“Basta con le leggende, fatturiamo”.)
Quanto detto sino a ora si può riassumere, da un punto di vista meramente propagandistico, nel titolo: “Um novo Brasil” (“Un nuovo Brasile”), apparso sulla copertina del numero di febbraio 1973 della rivista Manchete, vicina alle istanze del regime. In questa falsa promessa di cambiamento risiede la volontà dei militari di mostrare al mondo (e agli stessi brasiliani, specie i più abbienti) un Brasile occidentalizzato, capitalista, concentrato unicamente sul progresso e sulla sconfitta della foresta Amazzonica (“Aqui vencemos a floresta”), definita più volte come ”Inferno verde”.

## Militari e Amazzonia

### Reformatório Krenak
Durante gli anni di piombo, dopo il golpe del 1964, la "Fundaçao Nacional do Índio" rimase a Minas Gerais per la detenzione degli indigeni considerati “delinquenti”.
Il riformatorio Krenak era composto da due edifici, uno dei quali riservato all’ambiente amministrativo e all’alloggio delle guardie. Venne inaugurato durante la dittatura, con l’appoggio della polizia e della Funai, e vi trasferirono più di cento individui di decine di etnie, provenienti da almeno undici stati di cinque regioni differenti. (Si stima che, tra uomini e donne, vennero incarcerati almeno cento indigeni)
Il Riformatorio Krenak, situato in Resplendor (MG) e la Fazenda Guarani, situata in Carmésia (MG), erano gestiti dalla polizia militare, sulla quale sono ricadute diverse denunce di violazione dei diritti umani.
I “campi di concentramento" etnici di Minas Gerais, così definiti da André Campos nell’articolo redatto per Publica (2013), rappresentano una radicalizzazione delle pratiche repressive che già esistevano all'epoca dell’SPI (Serviço de Proteção aos Índios), ossia un organo federale, istituito nel 1910, sostituito successivamente dalla Funai nel 1967.
Nei diversi villaggi, i dipendenti dell’SPI si servivano di metodi disumani- quali prigioni e castighi corporali- per arrestare gli indios.
Il riformatorio venne chiuso definitivamente nel 1972.

### Rondon e os sertanistas
Cândido Rondon fu un militare brasiliano che svolse, nell’arco della sua vita, il lavoro di sertanista.
Prese parte all'esplorazione scientifica delle regioni del Mato Grosso e dell'Amazzonia, oltre ad aver lavorato alla costruzione di telegrafi e svolto azioni importanti nella mappatura di queste regioni.
Nel 1900, Rondon fu incaricato di guidare una commissione avente l’obiettivo di estendere la rete telegrafica dal Mato Grosso ai confini del Brasile con il Paraguay e la Bolivia; di fatto, il suo lavoro in queste commissioni fu fondamentale per l’integrazione del Paese.
Nel giugno 1910 venne creato il Servizio di protezione degli Indios, e Rondon ne divenne primo direttore il 7 settembre dello stesso anno.
Negli anni '20, Rondon si unì al movimento tenentista e cominciò a manifestare contro il governo di Arthur Bernardes. Partecipò anche alla Rivoluzione di San Paolo del 1924, quando fu nominato generale. Due anni dopo, durante il governo di Washington Luís, assunse il ruolo di supervisore dei confini del Brasile.
Il maresciallo Rondon si avvicinò molto ai popoli Bororo e Paresí, e riuscì a mantenere un contatto pacifico anche con i popoli Nambikwara, considerati ostili.
Negli anni ‘50, Rondon fu uno dei grandi difensori della costruzione del Parque Indígena do Xingu, la più vasta area indigena del Brasile.
Fu creata nel 1961, durante il governo di Jânio Quadros, anche se Rondon non riuscì a vedere il progetto completo poiché morì nel 1958.

### Operazione Amazônia
Il colpo di Stato in Brasile del 1964 innescò diverse trasformazioni in Amazzonia. Il governo federale lanciò una serie di politiche per la regione che era considerata come un "vuoto demografico", da lì furono elaborate strategie di governo, con la giustificazione di portare sicurezza, sviluppo economico e integrazione nazionale.
I piani del governo puntavano all’appropriazione del territorio, l'integrazione nazionale, la sicurezza e lo sviluppo. L'intervento federale nella regione si concretizzò sotto forma di grandi progetti infrastrutturali e agenzie governative.
'Operazione Amazônia' fu una combinazione di misure, progetti e decreti attuati nella Regione Nord con la giustificazione di minimizzare e modernizzare l'Amazzonia.
L'origine del progetto risalirebbe a un discorso del 1965 del primo presidente del periodo della dittatura militare, Branco, nel quale il presidente si esprimeva riguardo al discorso mirava a fondare le azioni che il governo autoritario avrebbe portato avanti nella regione da quel momento in poi.
Nel 1966 furono istituite le leggi fondamentali dell'Operazione Amazzonia, incluse le leggi sugli incentivi fiscali e la politica economica in materia di gomma.
Nel dicembre 1966, l'operazione Amazzonia fu lanciata dal presidente Castelo Branco nella città di Manaus e da quel momento in poi nella regione sono state attuate una serie di strategie, piani e decreti per “integrarla” e inserirla nel progetto di sviluppo nazionale
“Latitudine amazzonica”.
Con Basa e Sudam, il regime ha dato impulso allo sviluppo capitalista in Amazzonia. Attraverso incentivi fiscali, la zona di libero scambio di Manaus viene consolidata, provocando un boom commerciale nella regione alla fine degli anni '60.
Il Banco da Amazônia S/A venne creato nel 1966 con l'obiettivo di promuovere lo sviluppo economico della regione, svolse un ruolo elementare nella politica di sviluppo poiché aveva il compito di essere agente finanziario e depositario delle risorse derivanti dagli incentivi fiscali.
Inizialmente il suo compito erano le operazioni finali di compravendita di gomma, ma a seguito di nuove configurazioni da parte del governo federale, le attribuzioni della banca sono state ampliate e la gomma è stata lasciata in secondo piano. I crediti ad altri settori, come l'agricoltura e l'industria, acquisirono importanza, ma le attività estrattive continuarono ad essere assistite.
Il 27 ottobre 1966 SPVEA si estinse e venne creato Sudam (Soprintendenza per lo sviluppo dell'Amazzonia) dal presidente Castelo Branco e a. Sudam è stato anche responsabile dell'elaborazione del secondo Piano per la Valorizzazione Economica dell'Amazzonia (PVEA). L'obiettivo era promuovere lo sviluppo auto-sostenibile dell'economia e il benessere sociale della regione amazzonica, in modo armonioso e integrato nell'economia nazionale.
Sebbene i primi progetti agricoli realizzati in Amazzonia risalgano al 1966, è solo a partire dal 1970 che l'attività prese slancio e si consolidò economicamente e politicamente nella regione. Il governo federale iniziò a incoraggiare l'insediamento di aziende agricole, principalmente fornendo incentivi fiscali. Di conseguenza, ci fu un aumento della concentrazione di terra da parte di gruppi economici nazionali ed esteri con sede nel sud-est. 

### Lavoratori indigeni
Un team di ricercatori avviò un'indagine sulle violazioni dei diritti umani commesse dal gruppo imprenditoriale "Paranapanema" contro i propri lavoratori e le popolazioni indigene. Le violazioni avvennero durante il periodo della dittatura militare brasiliana, iniziata nel 1964.
Il gruppo imprenditoriale venne fondato nel 1961 a San Paolo come impresa di costruzioni civili pesanti, successivamente nel 1965 entrò nel settore minerario e nel 1969 acquisì le miniere di "Igarapé Preto", nel sud dell'Amazzonia, esattamente dove presto si sarebbe costruito un tratto della Trans-Amazzonica all'inizio degli anni '70.
Questo, nel sud dell'Amazzonia, facilitò l'appropriazione del territorio della popolazione Kagwahiva-Tenharim da parte dei militari e consentì la costruzione di una strada privata per la miniera di cassiterite di Igarapé-Preto.
Dopo la costruzione delle strade ci furono altre violazioni, come: violazioni del cimitero del popolo, villaggi sfollati, attacchi alla cultura del popolo e l'uso di manodopera indigena in condizioni analoghe al lavoro degli schiavi.

## Resistenza Indigena
La dittatura brasiliana scatenò diversi dissensi e chiunque si opponesse al regime correva il rischio di essere catturato, torturato o ucciso. Tra le vittime del regime ci sono anche le popolazioni indigene, secondo una stima circa 8000 indigeni furono uccisi durante il periodo dittatoriale. Il popolo Waimiri-Atroari è diventato simbolo della resistenza indigena e secondo la “Comissão da Verdade” 2000 vittime facevano parte di questa popolazione. Il conflitto, iniziato con la costruzione della BR-174, era l’unico modo per riappropriarsi dei territori indigeni, ingiustamente occupati dall’esercito brasiliano. Il primo tentativo di contatto con i popoli indigeni fu effettuato da un prete italiano, ma portò alla morte di alcuni soldati. La situazione si faceva sempre più tesa mentre gli indigeni vedevano la loro terra venire distrutta da macchinari che non avevano mai visto fino ad allora e nuove genti occupare quella che era la loro amata Amazzonia. Nel 1980 venne fondata la UNI (União das Nações Indígenas) che aveva lo scopo di mobilitarsi contro il regime militare e ottenere diritti per le popolazioni indigene. Ottenere il rispetto e la validità esterna era fondamentale ed era il primo passo per farsi conoscere e riconoscere. Tra gli obiettivi principali che si erano posti c’era anche quello di legittimare i territori e tra il 7 e l’8 giugno del 1980 i leader di 15 etnie, indicati come rappresentati, iniziarono la prima assemblea volta al processo di legittimazione dei popoli indigeni. Alcuni avvenimenti sono stati considerati talmente importanti che tutt’oggi vengono riconosciuti come fondamentali per l’inclusività politica delle popolazioni indigene e per tutta la società a livello nazionale: alcuni stati della Federazione, dopo quasi 20 anni di repressione elessero governatori e parlamentari per la prima volta che erano impegnati nella lotta per ristabilire la democrazia nel paese. Uno dei coordinatori della UNI, in una lettera confessa la sua confidenza nell’importanza degli avvenimenti politici per tutte le comunità indigene brasiliane: 
Nel 1986 si cominciò anche ad appoggiare questioni di interesse indigene e proporle affinché potessero essere incluse nella Costituzione Federale. Un insieme di proposte per la difesa dei diritti indigeni venne redatto dalla UNI, nel quale reiteravano le lotte e le rivendicazioni storiche. L’approvazione di questi diritti nell’ambito costituzionale ha risvegliato un sentimento di riconoscimento in tutta l’America Latina. Nella nuova costituzione gli indigeni poterono riaffermare i propri diritti e far finalmente parte di una società. Le conquiste e l’impegno dei leader indigeni furono decisivi per la votazione del Congresso.
I diritti richiesti furono integrati e garantiti tramite leggi, prescritte nell’Attuale Costituzione Brasiliana promulgata il 5 ottobre del 1988. 

## Processi ai militari
Il "Projeto Calha Norte" è stato istituito nel 1985, durante il governo Sarney, e si inserisce nel processo di transizione tra la fine della Dittatura Militare e il nuovo processo di ridemocratizzazione dello Stato brasiliano. Il Programma prevede l’occupazione militare dell’Amazzonia brasiliana, una zona demograficamente fragile e carente di infrastrutture. Il Progetto non prevede solo una difesa militare, ma anche l’assistenza alle popolazioni indigene locali. La tendenza di questa prima fase del progetto è riconducibile alle pratiche di stampo estrattivista, messe in atto durante il periodo appena concluso.
Infatti, come nel caso della popolazione indigena dei Tukano, i militari del PCN “negoziano” con la popolazione l’espropriazione di terre, destinate alla vendita o allo sfruttamento privato, in cambio di servizi sociali basici. Il PCN viene poi ridefinito e riconfigurato a partire dal 2003.
Nel 1985 nascono anche due movimenti sociali che si propongono di indagare i crimini commessi durante il periodo della Dittatura Militare, Brasil: Nunca Mais e Grupo Tortura Nunca Mais.
La situazione degli indigeni in relazione allo Stato inizia a cambiare solo nel 1988, con l’elaborazione della nuova Costituzione brasiliana del 1988, che assicura il diritto alla diversità culturale dei gruppi indigeni. Da questo momento, l’indigena viene riconosciuto come individuo detentore di diritti:
A partire dalla fine degli anni ottanta, il Brasile inizia a costruire un modello brasiliano di "Justiça de Transição" (Giustizia di Transizione). Lo fa attraverso l’istituzione di tre grandi commissioni: la "Comissão Especial sobre Mortos e Desaparecidos Políticos", creata nel 1995, la "Comissão de Anistia", creata nel 2002 e la "Comissão Nacional da Verdade", creata nel 2011, durante il governo Rousseff.
I primi successi ottenuti dagli indigeni risalgono al 1998, quando le popolazioni native del Paranà ottengono, in sede di giudizio, risarcimenti sia dalla União sia dalla FUNAI per le violente politiche di occupazione che hanno decimato la popolazione nel 1970. Nel 2002 è la volta degli Akratikateje, dello stato del Parà, a vincere il processo contro l’impresa elettrica Eletronorte, colpevole dell’esodo forzato della popolazione per costruire l’idroelettrica Tucuruì. Questi due casi rappresentano un’eccezione dal momento in cui, solo a partire dal 2008, nel contesto della "Comissão de Direitos Humanos e Minorias", si è cominciato a mettere in relazione la questione indigena e le violenze del periodo dittatoriale.
Durante delle indagini condotte dalla CNV sui crimini commessi dai militari tra il 1964 e il 1988, l’ostacolo principale è rappresentato dall’inacessibilità ai documenti definiti Ultrassecretos stabilita dalla "Lei de Arquivos" del 1991.
È solo nel 2012 che, per la prima volta in sede parlamentare, si ammette la violenza sistematica contro le popolazioni indigene nel periodo dittatoriale. Nello specifico, si tratta dell’Udienza pubblica presentata dalla deputata Luiza Erundina de Souza (PSB) alla Comissão de Direitos Humanos e Minorias. Il giornale A critica dello Stato dell’Amazzonia rende di dominio pubblico le prove dell’esistenza del massacro dell’etnia 
Waimiri-Atroari.

### Altri crimini riconosciuti
Il testo "Violações de direitos humanos dos povos indígenas" appare nel secondo volume del resoconto prodotto dalla CNV e si propone di fare luce sulle violazioni perpetrate dai militari nei confronti delle popolazioni indigene durante il periodo della Dittatura Militare.
La Guarda Rural Indigena viene accusata di arbitrarietà, aggressioni e abusi di ogni tipo.
Inoltre, sono stati verificati e condannati:
- l’invasione del territorio Saterè-Mawè;
- il caso “Cinta Larga”;
- lo sterminio dei Xetà;
- il caso dei Tapayuna;
- la cattura degli Avà Canoeiro di Araguaia;
- il riformatorio Krenak;
- il caso Aikewara.

### Altre fonti
Nel 2014 viene pubblicata la lettera della popolazione Aikewara alla CNV, che denuncia l’episodio della Guerrilha do Araguaia. 